# 郑国仲
郑国仲（1913年—1992年），湖北红安人，中国人民解放军将领、中国人民解放军少将。
1977年，接替马龙，担任东海舰队司令员。1981年，由谢正浩接任。1955年，授中国人民解放军少将军衔。